# Distance de Hausdorff modifiée
La distance de Hausdorff modifiée (MHD) a été développée par Dubuisson et Jain sur la base de la distance de Hausdorff. Ceux-ci considèrent cette distance comme étant l'une des plus adaptées pour la reconnaissance de formes.

## Définition
La distance de Hausdorff modifiée de deux ensembles de points S et T est définie par
{\displaystyle MHD(S,T)=max\{g_{d}(S,T),g_{d}(T,S)\}}
où d est une distance quelconque gd est la distance de Hausdorff modifiée relative. Elle est définie par
{\displaystyle g(S,T)={\frac {1}{|S|}}\sum _{p\in S}min_{q\in T}\{d(p,q)\}}

### Note
La distance de Hausdorff modifiée n'est pas une distance à proprement parler, car elle ne vérifie pas le principe d'inégalité triangulaire.